# 趙孟佑
趙 孟佑（ちょう めんう、1962年（昭和37年） - ）は、日本の工学博士。九州工業大学教授、宇宙環境技術ラボラトリー施設長、超小型衛星試験センター長、千葉工業大学教授、千葉工業大学惑星探査研究センター主席研究員（嘱託）、UNISEC理事ならびに国際委員会副委員長を務める。小惑星イトカワに到達した小惑星探査機はやぶさ（MUSES-C）の試験を行った。

## 来歴
1981年灘高等学校卒業、1985年東京大学工学部航空学科卒業、1987年東京大学大学院工学系研究科航空学専攻修了、1992年マサチューセッツ工科大学大学院博士課程修了、1992年神戸大学大学院自然科学研究科助手、1995年国際宇宙大学(フランス）助手、1996年九州工業大学工学部電気工学科講師、1997年同助教授、2004年同教授、宇宙環境技術研究センター長併任 、2008年九州工業大学工学研究院電気電子工学研究系教授、2010年九州工業大学工学研究院先端機能システム工学研究系教授、宇宙環境技術ラボラトリー施設長、超小型衛星試験センター長併任、2024年 千葉工業大学工学部機械電子創成工学科教授、千葉工業大学惑星探査研究センター主席研究員（嘱託）。

## 参考資料
- 『日本経済新聞電子版』 2011/1/18 19:41 「北九州で超小型衛星試験センター開所式 九工大」
- 『日本経済新聞電子版』 2012/3/14 1:35 「九州工大、小型衛星を公開 世界初の高電圧発電」
- 超小型衛星試験センター開所式を開催しました 九州工業大学
- 超小型衛星試験センター開所について記者発表を行いました 九州工業大学
- 2012年3月 - 九州工業大学 宇宙環境技術ラボラトリー 年次報告書
- 九州工業大学宇宙環境技術研究センターにおける 宇宙活動
- NICT 2012年度 宇宙天気ユーザーズフォーラム 宇宙天気が超小型衛星に及ぼす影響 趙 孟佑（九州工業大学）
- 先端機能システム工学研究系 教授：趙 孟佑 | 九州工業大学の研究者
- 研究者詳細 | 趙 孟佑 - 研究者情報 - 九州工業大学
- 5月30日、戸畑キャンパスで嘉村記念賞授与式 九州工業大学 趙孟佑教授が受賞 - ふく経ニュース